# Hrym
En la mitología nórdica, Hrym es un gigante y capitán del barco Naglfar.
Durante la batalla del fin del mundo, Ragnarök navegará desde Jötunheim transportando legiones de gigantes hacia el campo de batalla de Vigrid para confrontarse con los dioses en la batalla del fin del mundo.
Según lo que relata Snorri Sturluson, Loki traería las gentes de Hela y Hrym a los gigantes hacia Vigrid, detrás de los gigantes de fuego, Jörmungandr y el lobo Fenrir.